# Zürich Altstetten
Zürich Altstetten (niem: Bahnhof Zürich Altstetten) – stacja kolejowa w Zurychu, w kantonie Zurych, w Szwajcarii, w dzielnicy Altstetten. Położona jest na wysokości 399 m. Jest ważną stacją w systemie S-Bahn.

## Historia
Pierwsza stacja obsługiwała jeszcze oddzielną miejscowość Altstetten (włączone do Zurychu w 1934). Otwarcie nastąpiło w 1847 wraz z oddaniem do użytku pierwszej linii w Szwajcarii Zurich - Baden. 1 czerwca 1864 otwarto linię Zurych - Zug, a 1 czerwca 1897 otwarto trasę Wiedikon - Altstetten.